# Tabanus fusconervosus
Tabanus fusconervosus är en tvåvingeart som beskrevs av Macquart 1838. Tabanus fusconervosus ingår i släktet Tabanus och familjen bromsar. Inga underarter finns listade i Catalogue of Life.